# Beaver (hrabstwo Polk)
Beaver – miasto w Stanach Zjednoczonych, w stanie Wisconsin, w hrabstwie Polk.